# Giro de las dos Provincias
El Giro de las dos Provincias (en italiano: Giro delle due Province) es una competición ciclista italiana de un solo día que se disputa en los alrededores de la frazione de Marciana, en el municipio de Cascina en la Toscana. Creada el 1911, la carrera atraviesa las provincias de Pisa y Luca.
No se ha confundir con otros cursas con el mismo nombre, especialmente la que se hacía en los alrededores de Mesina a la década de 1930.

## Palmarés
| Año       | Ganador              | Segundo              | Tercero                  |
| --------- | -------------------- | -------------------- | ------------------------ |
| 1911      | Antonio Buelli       |                      |                          |
| 1912      | Emilio Moschini      |                      |                          |
| 1913      | Leopoldo Torricelli  |                      |                          |
| 1914      | Ezio Cortesia        | Rodolfo Romagnoli    | Assuero Barlottini       |
| 1915-1920 | No disputada         |                      |                          |
| 1921      | Giuseppe Santarelli  |                      |                          |
| 1922      | Emilio Pucci         |                      |                          |
| 1923      | Angiolo Gabrielli    |                      |                          |
| 1924      | Francesco Verzani    |                      |                          |
| 1925      | Emilio Pucci         |                      |                          |
| 1926      | Francesco Verzani    |                      |                          |
| 1927      | Marcello Neri        |                      |                          |
| 1928-1947 | No disputada         |                      |                          |
| 1948      | Dino Rossi           |                      |                          |
| 1949      | Raffaello Benedetti  |                      |                          |
| 1950      | Dino Rossi           |                      |                          |
| 1951      | Mario Ciabatti       |                      |                          |
| 1952      | Aldo Zuliani         |                      |                          |
| 1953      | Flaminio Giusti      |                      |                          |
| 1954      | No disputada         |                      |                          |
| 1955      | Roberto Falaschi     |                      |                          |
| 1956      | Romano Bani          |                      |                          |
| 1957      | Giancarlo Giusti     |                      |                          |
| 1958      | Augusto Cioni        |                      |                          |
| 1959      | Silvano Simonetti    |                      |                          |
| 1960      | Franco Rossello      |                      |                          |
| 1961      | No disputada         |                      |                          |
| 1962      | Piero Baracchini     |                      |                          |
| 1963      | No disputada         |                      |                          |
| 1964      | Maurizio Meschini    |                      |                          |
| 1965      | R. Grassi            |                      |                          |
| 1966      | Alfio Poli           |                      |                          |
| 1967      | Wainer Franzoni      |                      |                          |
| 1968      | Antonio Salutini     |                      |                          |
| 1969      | Dino Campitelli      |                      |                          |
| 1970      | Marcello Soldi       |                      |                          |
| 1971      | A. Del Bino          |                      |                          |
| 1972      | Serge Parsani        |                      |                          |
| 1973      | Serge Parsani        |                      |                          |
| 1974      | Dino Porrini         |                      |                          |
| 1975      | Palmiro Masciarelli  |                      |                          |
| 1976      | Gino Lori            |                      |                          |
| 1977      | Claudio Toselli      |                      |                          |
| 1978      | Egidio Vallati       |                      |                          |
| 1979      | Alessandro Primavera |                      |                          |
| 1980      | Giancarlo Montedori  |                      |                          |
| 1981      | Giancarlo Montedori  |                      |                          |
| 1982      | Giampiero Castellani |                      |                          |
| 1983      | Daniele Piccini      |                      |                          |
| 1984      | Andro Manzi          |                      |                          |
| 1985      | Andrzej Serediuk     |                      |                          |
| 1986      | Giovanni Umbri       |                      |                          |
| 1987      | Davide Maddalena     |                      |                          |
| 1988      | Valerio Donati       |                      |                          |
| 1989-1990 | No disputada         |                      |                          |
| 1991      | Maurizio Topini      |                      |                          |
| 1992      | Daniele Giacomin     |                      |                          |
| 1993      | Simone Tomi          |                      |                          |
| 1994      | Riccardo Biagini     |                      |                          |
| 1995      | Gianluca Vezzoli     |                      |                          |
| 1996      | Andrea Buffoni       | Alessandro Varocchi  | Nicola Castaldo          |
| 1997      | Siro Grosso          |                      |                          |
| 1998      | Jamie Drew           |                      |                          |
| 1999      | Massimo Sorice       |                      |                          |
| 2000      | Gianluca Fanfoni     |                      |                          |
| 2001      | Massimo Manuzzi      |                      |                          |
| 2002      | Francesco Fiorenza   |                      |                          |
| 2003      | Gene Bates           |                      |                          |
| 2004      | Giovanni Visconti    | Eugenio Loria        | Vittorio Valle Vallomini |
| 2005      | Alessio Ricciardi    | Gianluca Mirenda     | Maurizio Bellin          |
| 2006      | Alessandro Proni     |                      |                          |
| 2007      | Denis Tretyakov      | Maksym Averin        | Gianluca Maggiore        |
| 2008      | Konstantin Volik     | Michele Da Ros       | Federico Scotti          |
| 2009      | Lorenzo Bani         | Antonio Di Battista  | Matteo Mammini           |
| 2010      | Elia Favilli         | Matteo Belli         | Luca Rocchi              |
| 2011      | Dúber Quintero       | Marco Amicabile      | Eugenio Bani             |
| 2012      | Pietro Buzzi         | Mirco Maestri        | Mirko Puccioni           |
| 2013      | Alberto Bettiol      | Thomas Fiumana       | Luca Benedetti           |
| 2014      | Evgeniy Krivosheev   | Adriano Brogi        | Marco Amicabile          |
| 2015      | Niccolò Pacinotti    | Devid Tintori        | Niko Colonna             |
| 2016      | Andrei Voicu         | Lorenzo Luisi        | Nicolas Nesi             |
| 2017      | Davide Gabburo       | Ottavio Dotti        | Claudio Longhitano       |
| 2018      | Giovanni Petroni     | Michael Delle Foglie | Matteo Natali            |
| 2019      | Matteo Rotondi       | Manuel Pesci         | Lorenzo Friscia          |
| 2020      | Stefano Gandin       | Andrea Colnaghi      | Simone Piccolo           |

## Palmarés por países
| País       | Victorias |
| ---------- | --------- |
| Italia     | 71        |
| Australia  | 2         |
| Rusia      | 2         |
| Polonia    | 1         |
| Uzbekistán | 1         |
| Colombia   | 1         |
| Rumania    | 1         |